# Јелена Крунић
Јелена Крунић (Сарајево, 10. март 1981) српски је универзитетски предавач и научни радник, ванредни професор на Катедри за денталну патологију Медицинског факултета Универзитета у Источном Сарајеву и проректор за науку, истраживање и развој на истом универзитету.

## Биографија
Дипломирала на Стоматолошком факултету Универзитета у Источном Сарајеву 2005. године као студент генерације. Године 2010. стиче диплому магистра медицинских наука, одбранивши магистарску тезу под називом „Однос каријеса и ксеростомије изазване психотропним лијековима код жена са различитим естрогенским статусом“. Исте године завршава специјализацију из болести зуба и ендодонције на Медицинском факултету Универзитета у Источном Сарајеву.
На истом факултету 2015. године стиче звање доктора медицинских наука одбранивши докторску дисертацију на тему „Озон у рестауративној стоматолошкој терапији: антибактеријски ефекат и утицај на VEGF у зубној пулпи“. Од завршетка студија запослена је на Медицинском факултету, а 2016. године је изабрана у звање доцента на Катедри за денталну патологију.
До сада је објавила више од 40 радова у интернационалним и националним часописима са рецензијом, представила више од 60 радова на међународним и националним конференцијама и одржала бројна предавања по позиву. Коаутор је једне монографије („Интерсеансна медикација у ендодонтској терапији“) и практикума („Практикум за претклиничке вјежбе из болести зуба“). Учествује у раду уређивачког и издавачког одбора часописа Биомедицинска истраживања и Дентал Арт КДС. Добитник је Награде за научно-истраживачки рад Коморе доктора стоматологије РС и Плакете за најбољег истраживача Медицинског факултета Универзитета у Источном Сарајеву. Њен примарни научно-истраживачки рад се односи на орофацијални бол, лијечење каријеса и ендодонтску терапију зуба.

## Одабрана дела
- Krunić J, Stojanović N, Ivković N, Stojić D (2013). „Salivary flow rate and DMFT in female patients with schizophrenia on chlorpromazine therapy”. J Dent Sci. 8: 418—424.,

- Stojanović N, Krunić J, Popović B, Stojičić S, Živković S. „Prevalence of Enterococcus faecalis and Porphyromonas gingivalis in infected root canals and their susceptibility to endodontic treatment procedures: a molecular study”. Srpski arhiv za celokupno lekarstvo. 142: 535—541. 2014.,

- Радовић И, Давидовић Л, Крунић Ј, Стојановић Н. Стање зуба у односу на социоекономске факторе и протетички статус код особа старије животне доби у Републици Српској. Стом Глас С. 62  14–20.
- Ного-Живановић Д, Кулић Љ, Крунић Ј, Стојановић Н. Макслиларни други молар са пет коријенских канала-приказ болесника. Биомедицинска истраживања. 5  37–41.

- 3. Жужа А, Крунић Ј, Цицмил С, Стојановић Н, Божовић Ђ. Преваленца некаријесних цервикалних лезија на територији општине Фоча, Биомедицинска истраживања. 2  5–10.